# Botanischer Garten (Frankfurt (Oder))

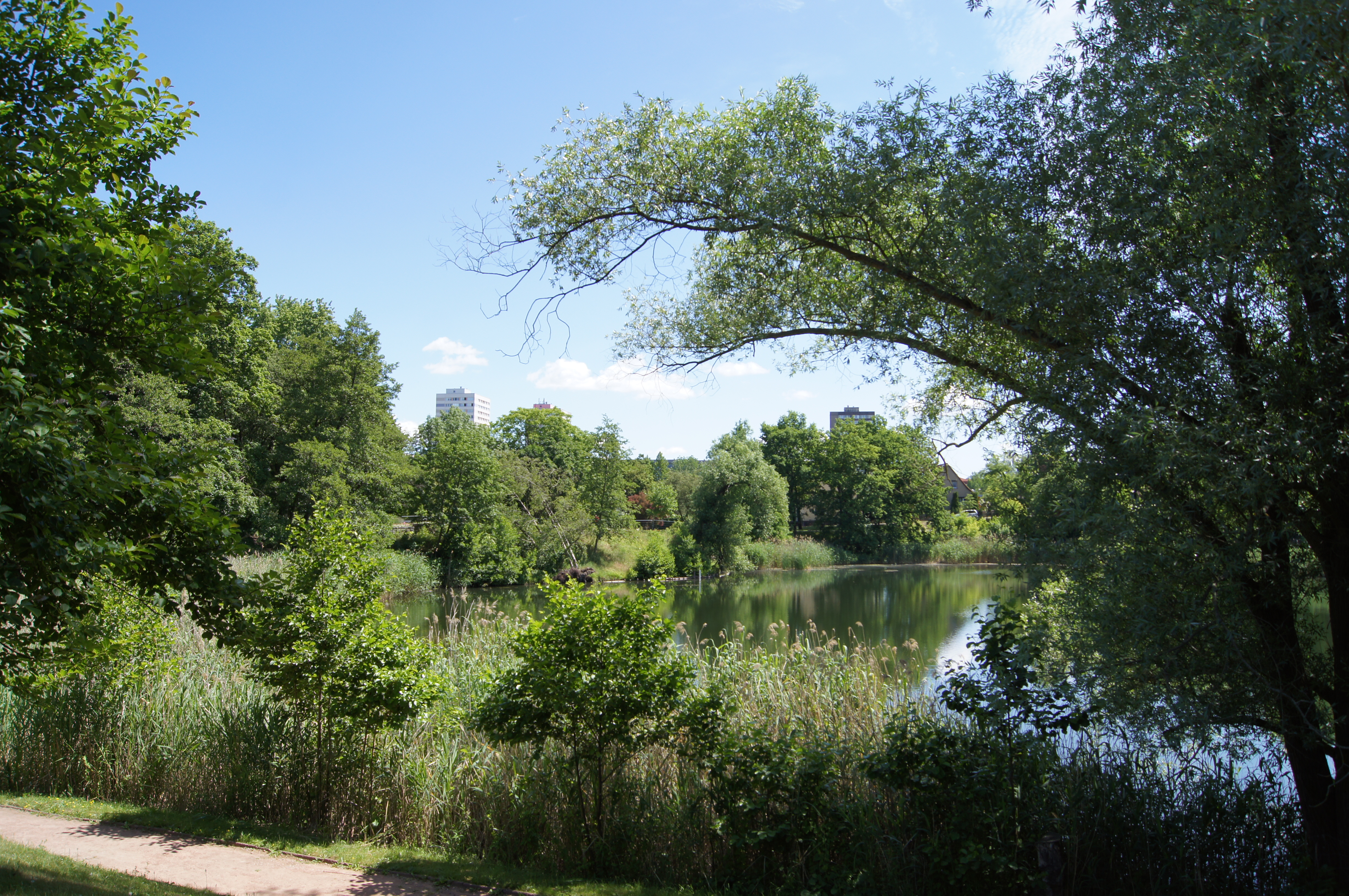
Botanischer Garten in Frankfurt (Oder) in 2016

Der Botanische Garten ist ein botanischer Garten in Frankfurt (Oder). Der an der Lienaustraße gelegene Park wurde ab 1969 geplant und am 26. Juni 1976 als Pflanzenschaugarten eröffnet.
Das Gartengelände liegt in einem Seitental der Oder am Klingefließ. Die Wasserkraft der Klinge wurde von mehreren Wassermühlen genutzt. Eine davon lag nördlich des Geländes. Der Lienauteich im Mittelpunkt des Parks entstand infolge des Abbaus von Ton für die Ziegelherstellung seit dem 19. Jahrhundert. Im Norden des Botanische Garten fließt das Klingefließ, nach Westen das Nuhnenfließ, das nordwestlich des Gartens in die Klinge mündet.

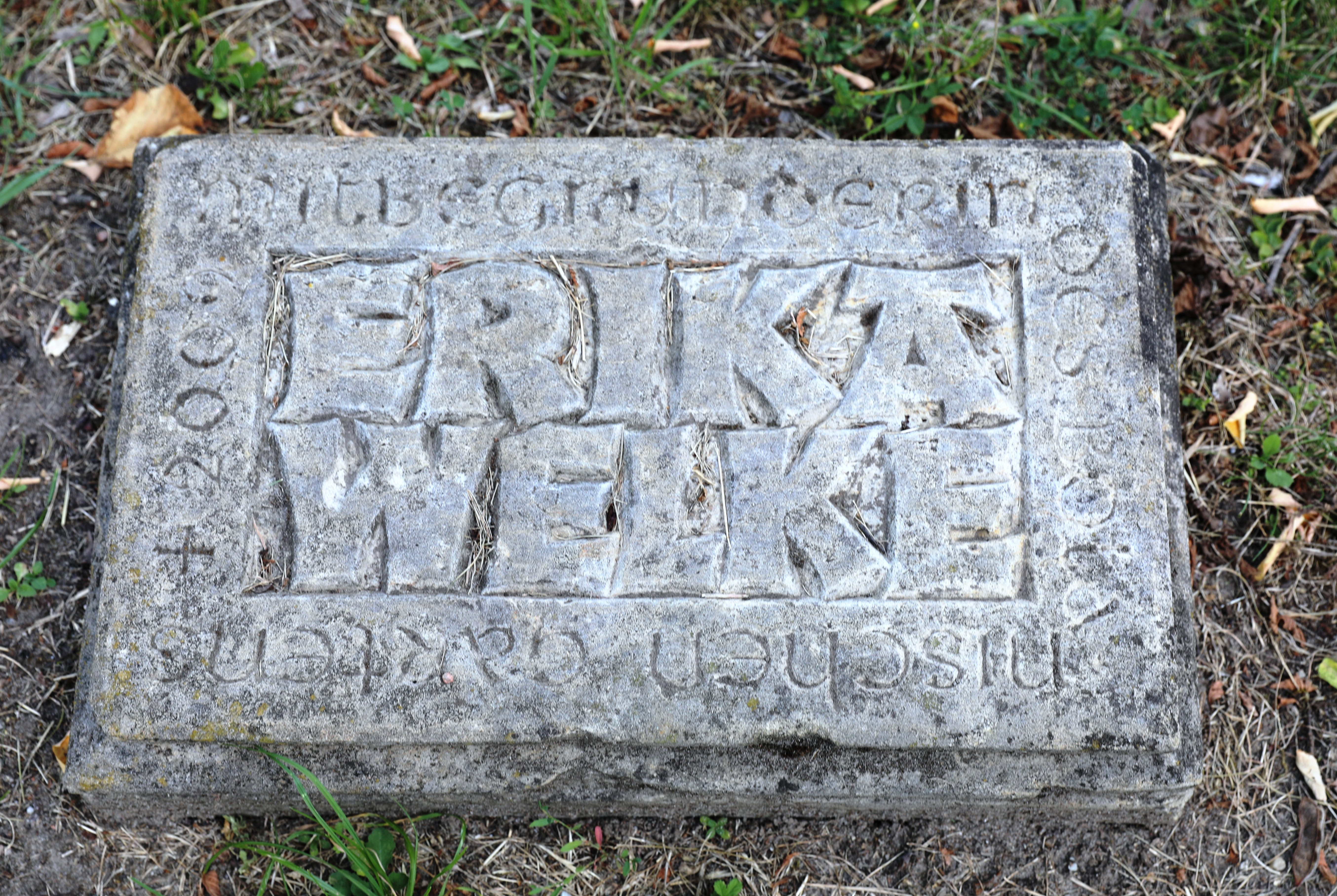
Gedenkstein für Erika Welke. Inschrift: Erika Welke. Mitbegründerin des Botanischen Gartens † 2009

Als Ersatz für die Bebauung und Versiegelung eines Teils des Kleistparks wurden Anfang der 1970er Jahre weite Teile des Ziegeleigeländes zu einer öffentlichen Gartenanlage umgewidmet. Stadtgartendirektor Rainer Zeletzki und Stadtarchitekt Manfred Vogler planten den Botanischen Garten von 1969 bis 1971. Der Bau der Anlage folgte von 1974 is 1976. Die Leitung hatte maßgeblich Reiner Dittmann inne. Wesentlich beteiligt war Erika Welke, für die nach ihrem Tod 2009 ein Gedenkstein verlegt wurde. Der erste Bauabschnitt von etwa 4 ha wurde am 26. Juni 1976 freigegeben. Der Garten verfügte über gärtnerische Anlagen mit Gräsern, Rosen, Stauden, Sträuchern und Bäumen. Mehrere Kunstwerke wurden aufgestellt. Später wurde der Garten auf 6 ha erweitert. In den 2010er Jahren wurden südlich Hangwege mit einem Aussichtspunkt durch den städtischen Bauhof angelegt. Neu entstand eine Kräuterschnecke, es wurden aber auch Teilbereiche des Gartens vereinfacht, um den Pflegeaufwand zu reduzieren.
Der Lienauteich ist etwa 9 Meter tief. Sein Name erinnert an den Frankfurter Stadtrat Michael Martin Lienau. Um den Teich herum befinden sich auf den treppenartig gebauten Bereichen Bäume wie Kolorado-Tannen, Kuchenbäume, Blauglockenbäume, Gleditschien, mehrere Weidenarten, Rhododendren, Stauden wie Taglilie, Funkien, Mädchenauge und Gräser wie Lampenputzergras und Chinaschilf.

Im Botanischen Garten standen im Jahr 2024 14 Skulpturen. Eine Skulpturengruppe aus Holz, die Schneewittchen und die sieben Zwerge darstellte, war nicht mehr vorhanden.

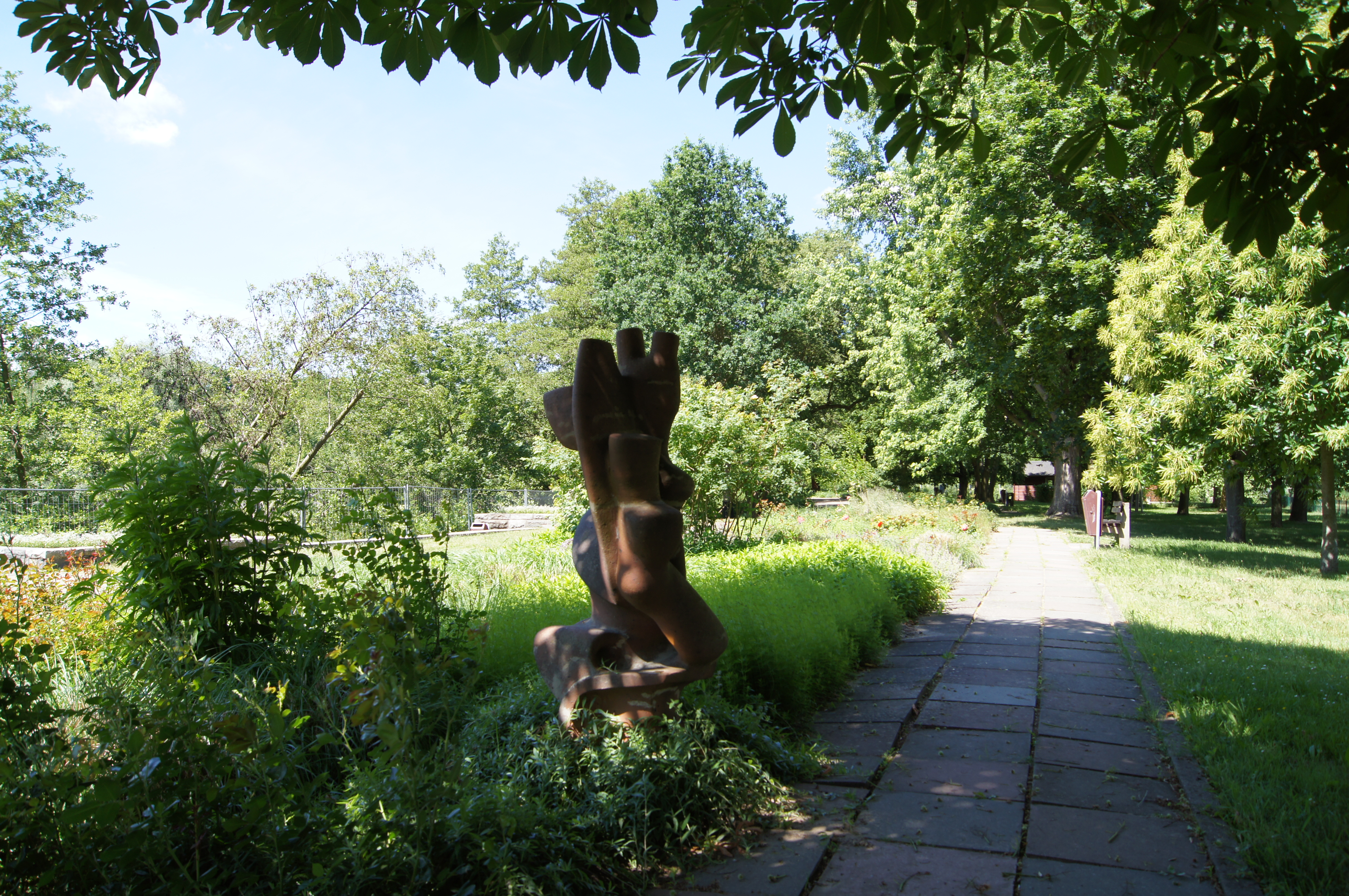
„Gartenplastik“ von Jürgen Karnopp
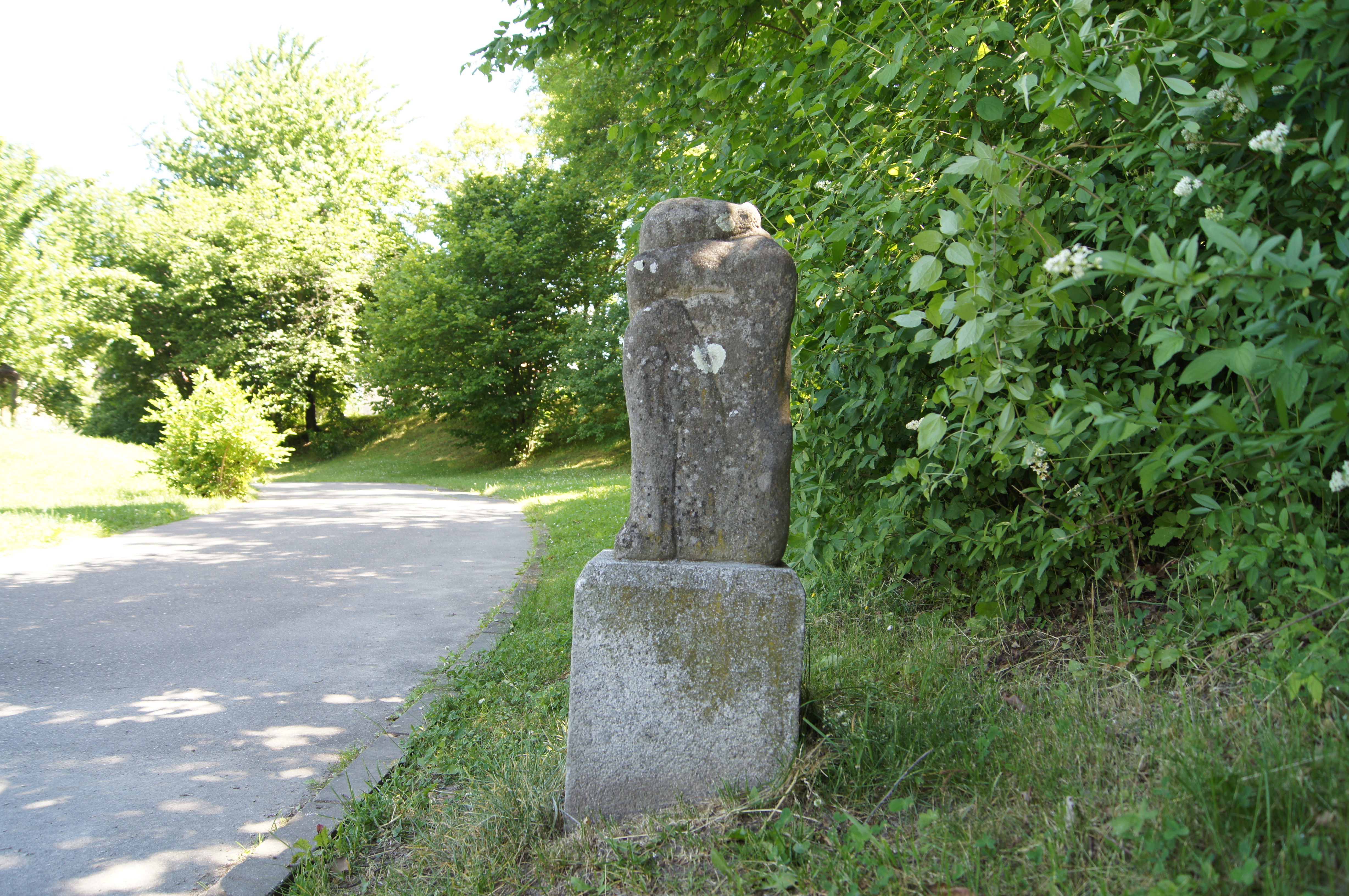
„Hockende“ von Heinz Mamat
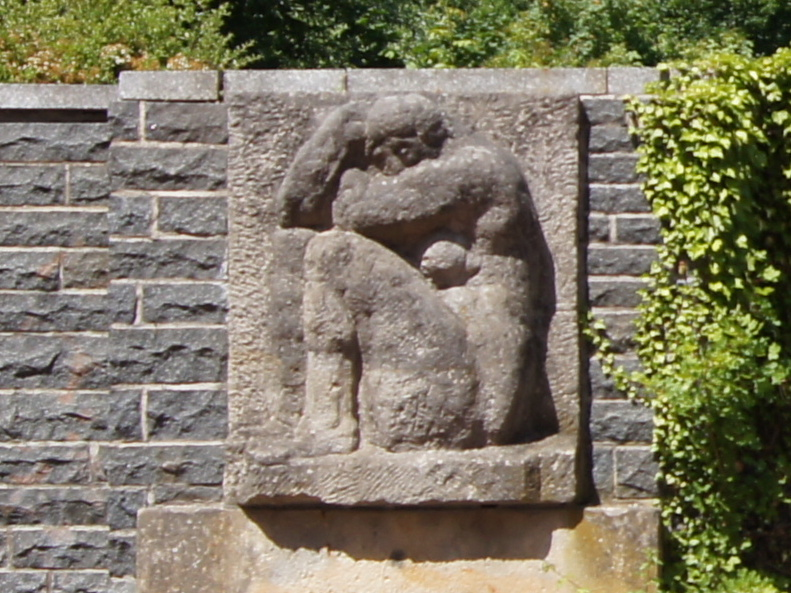
„Hockende“ von Werner Stötzer
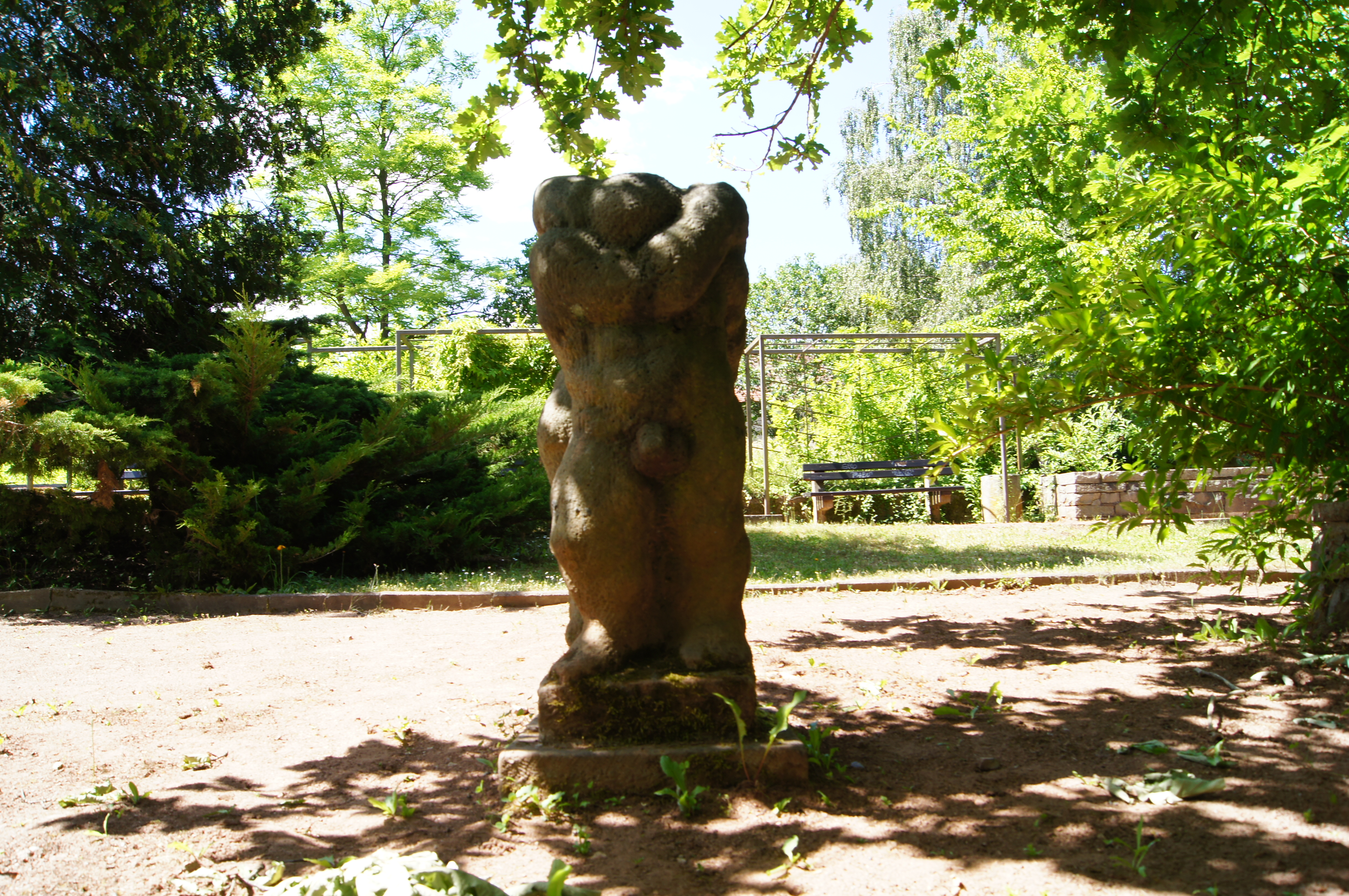
„Liebespaar“ von Friedemann Klos
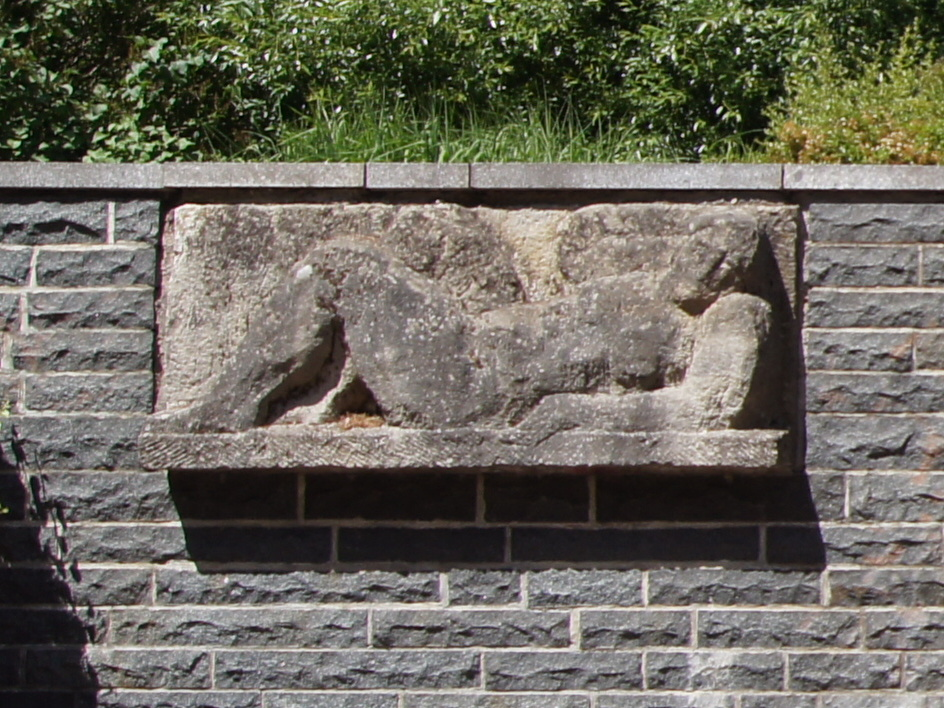
„Liegende“ von Werner Stötzer
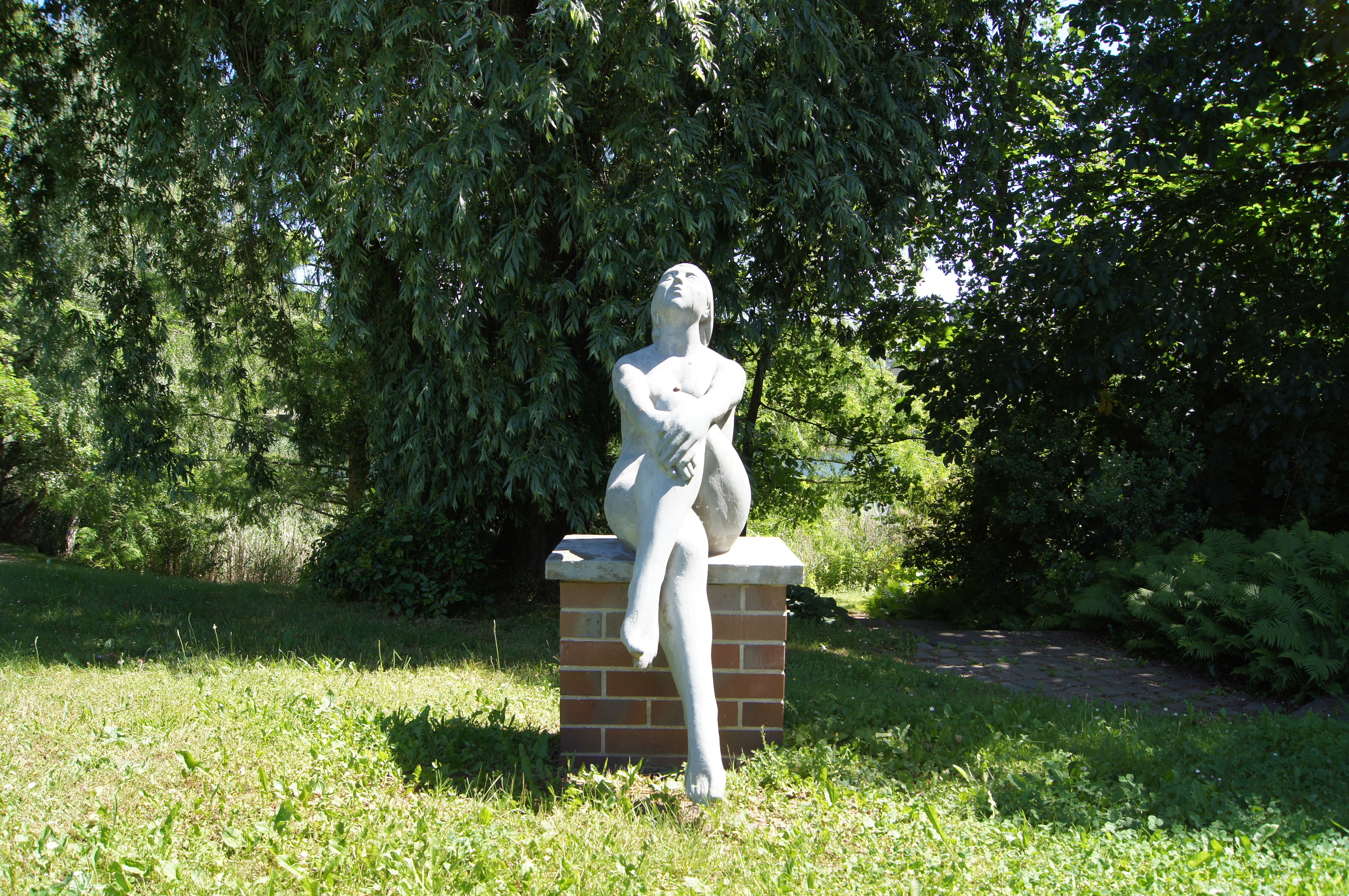
„Mädchen“ von Herbert Burschik
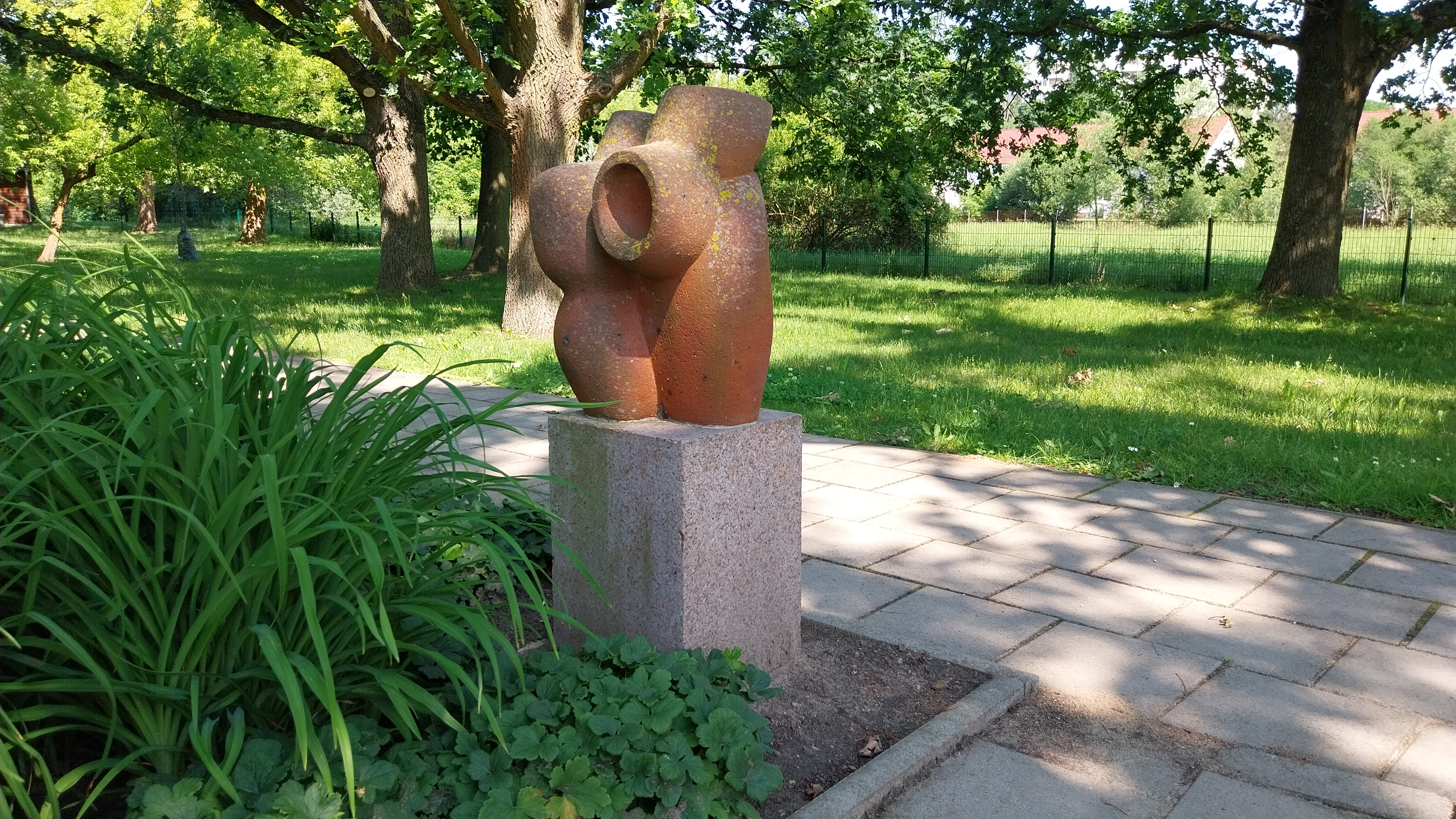
Skulptur ohne Titel eines unbekannten Künstlers
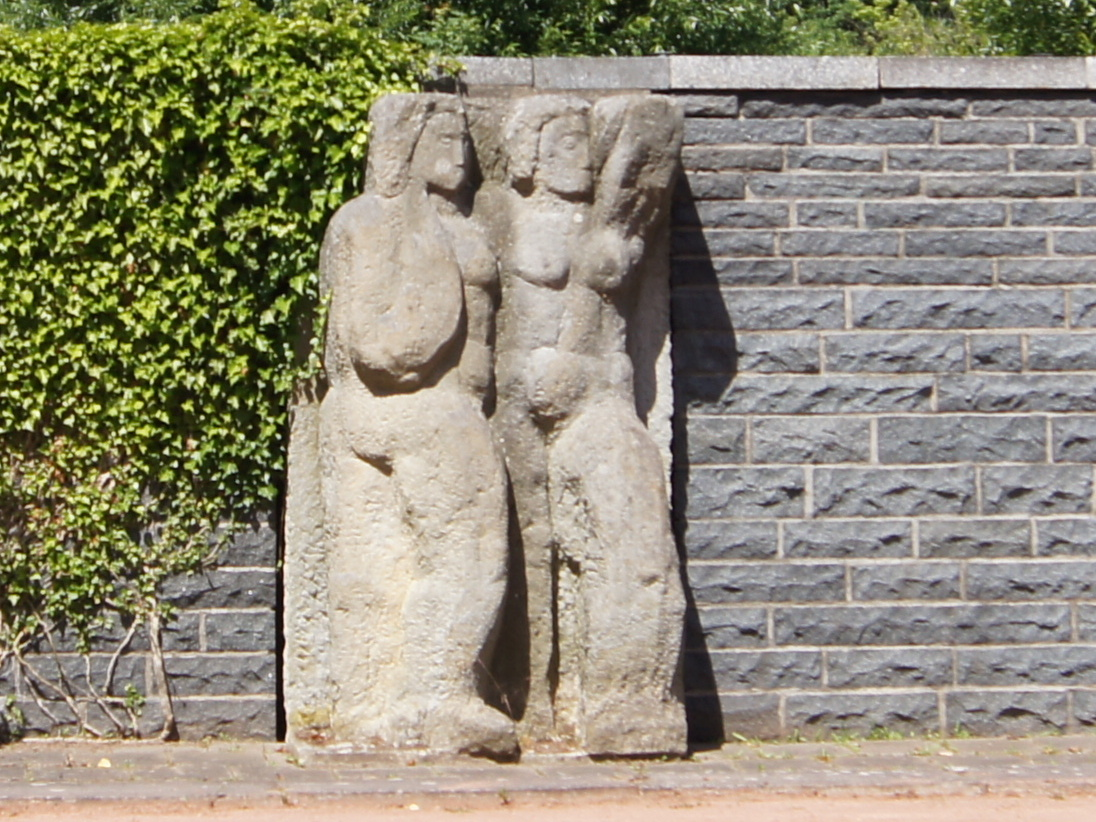
„Paar“ von Werner Stötzer
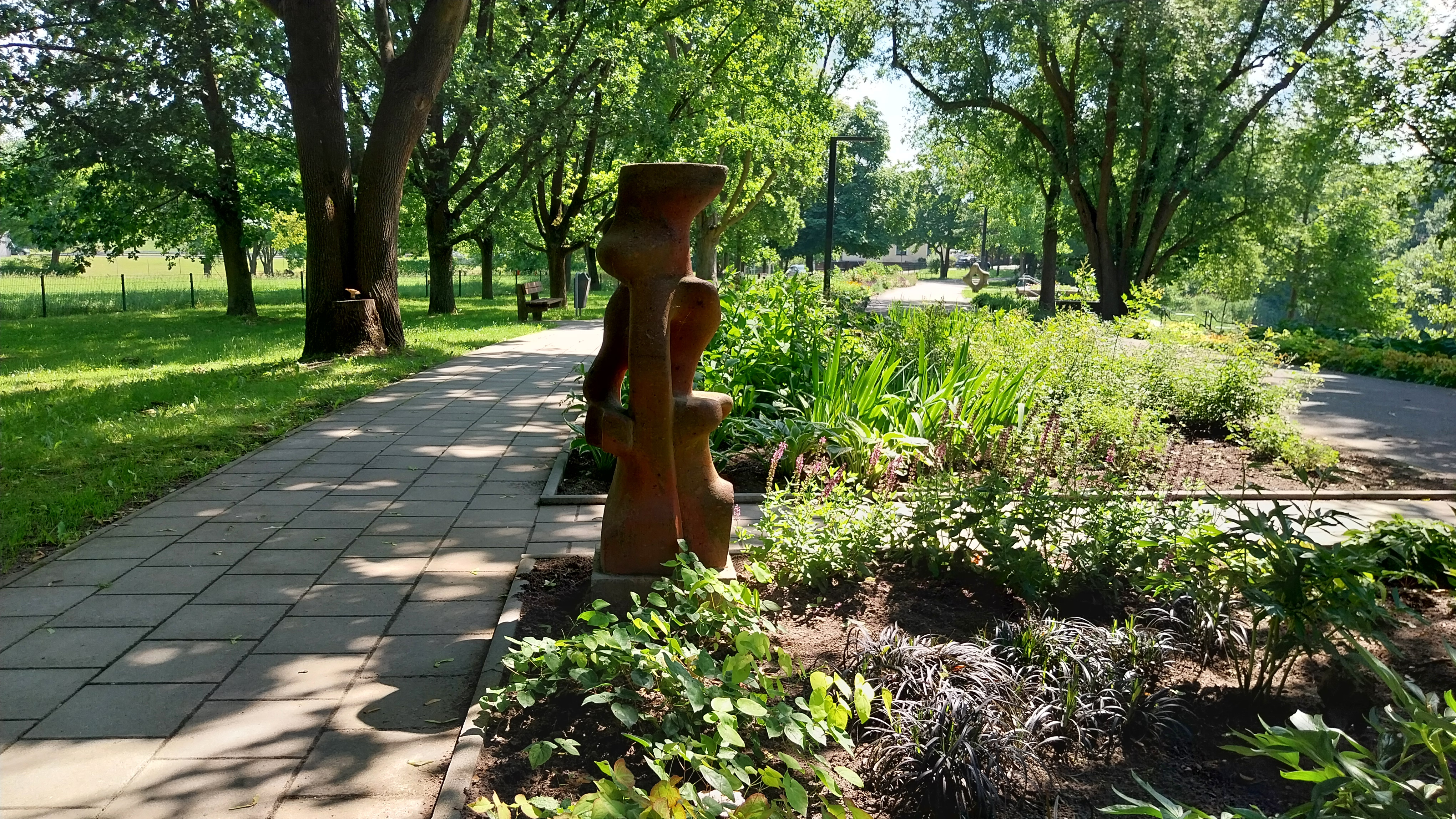
„Pflanzplastik“ von Jürgen Karnopp
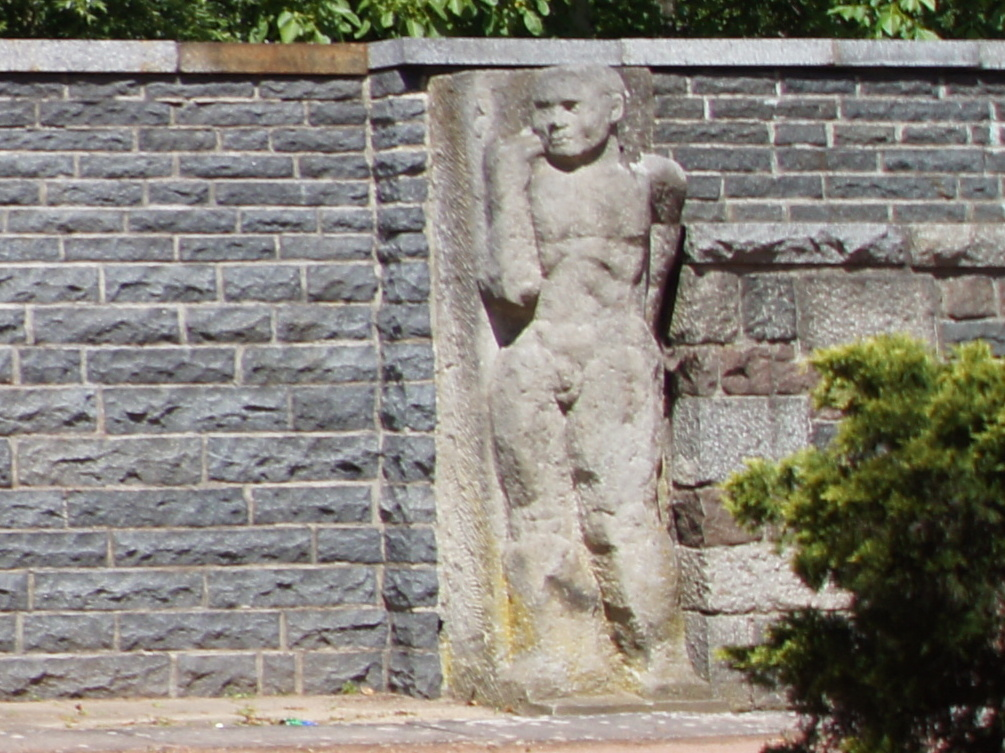
„Stehender“ von Werner Stötzer
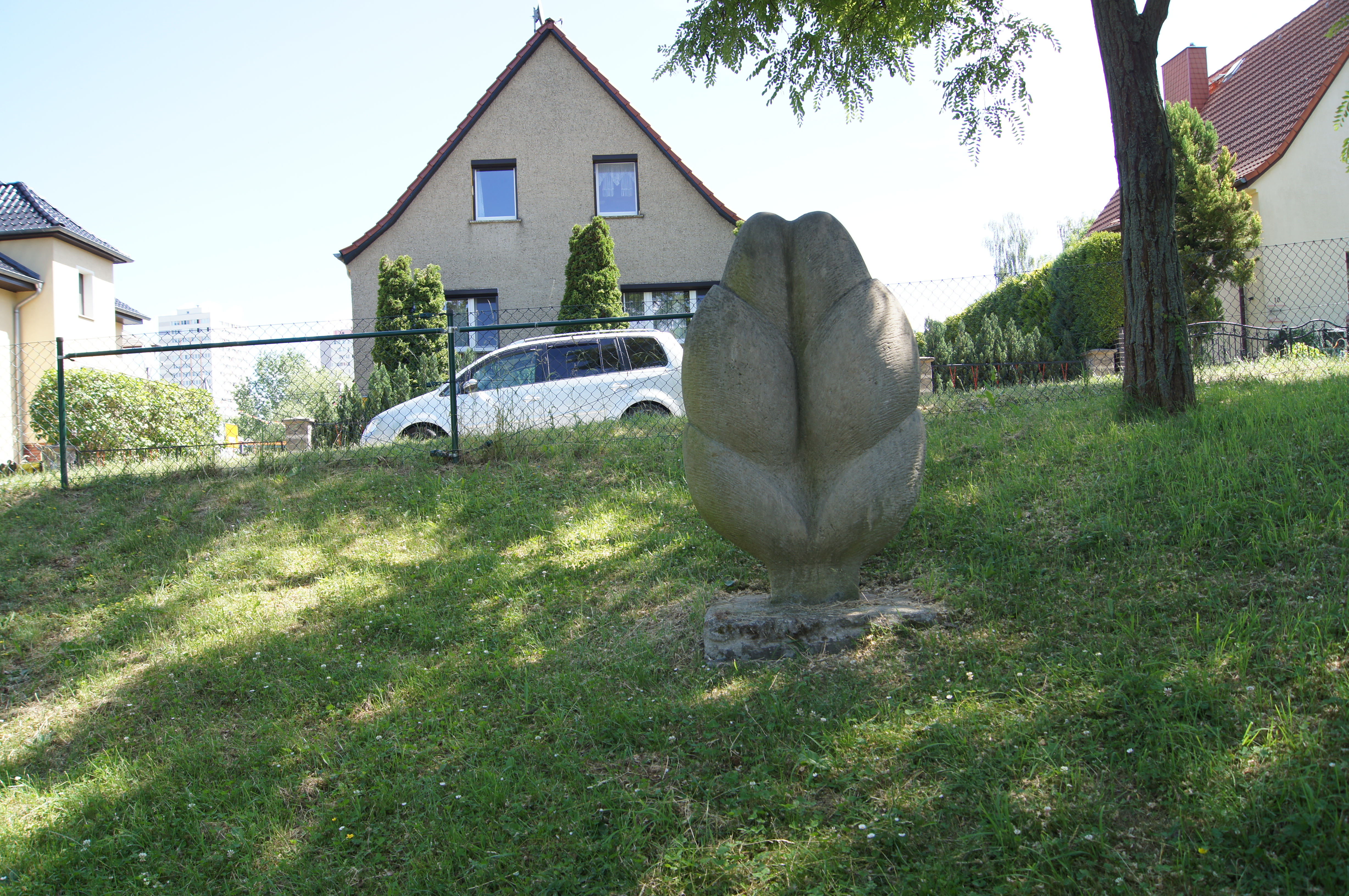
„Vegetative Formen I“ von Jürgen von Woyski
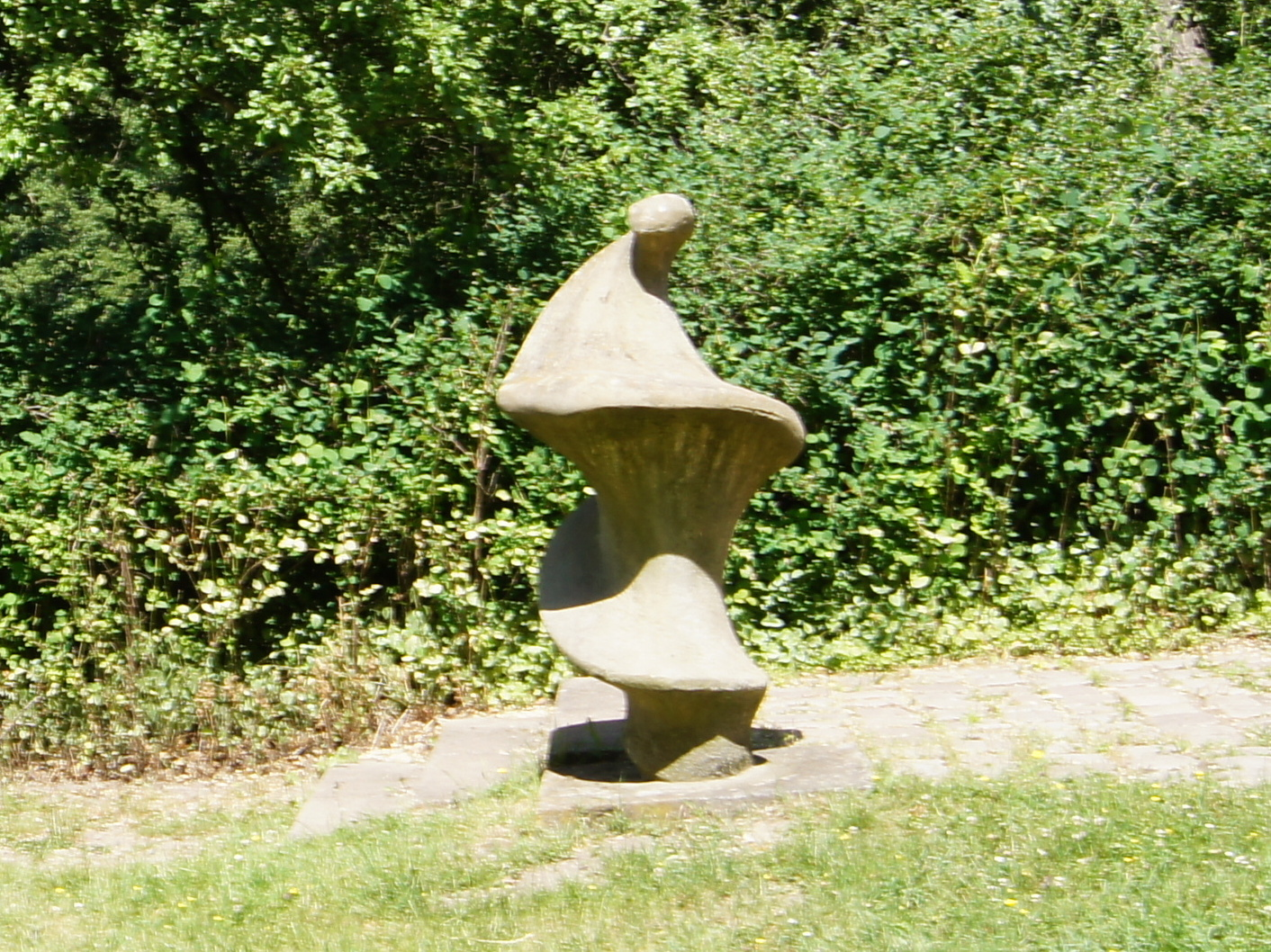
„Vegetative Formen II“ von Jürgen von Woyski
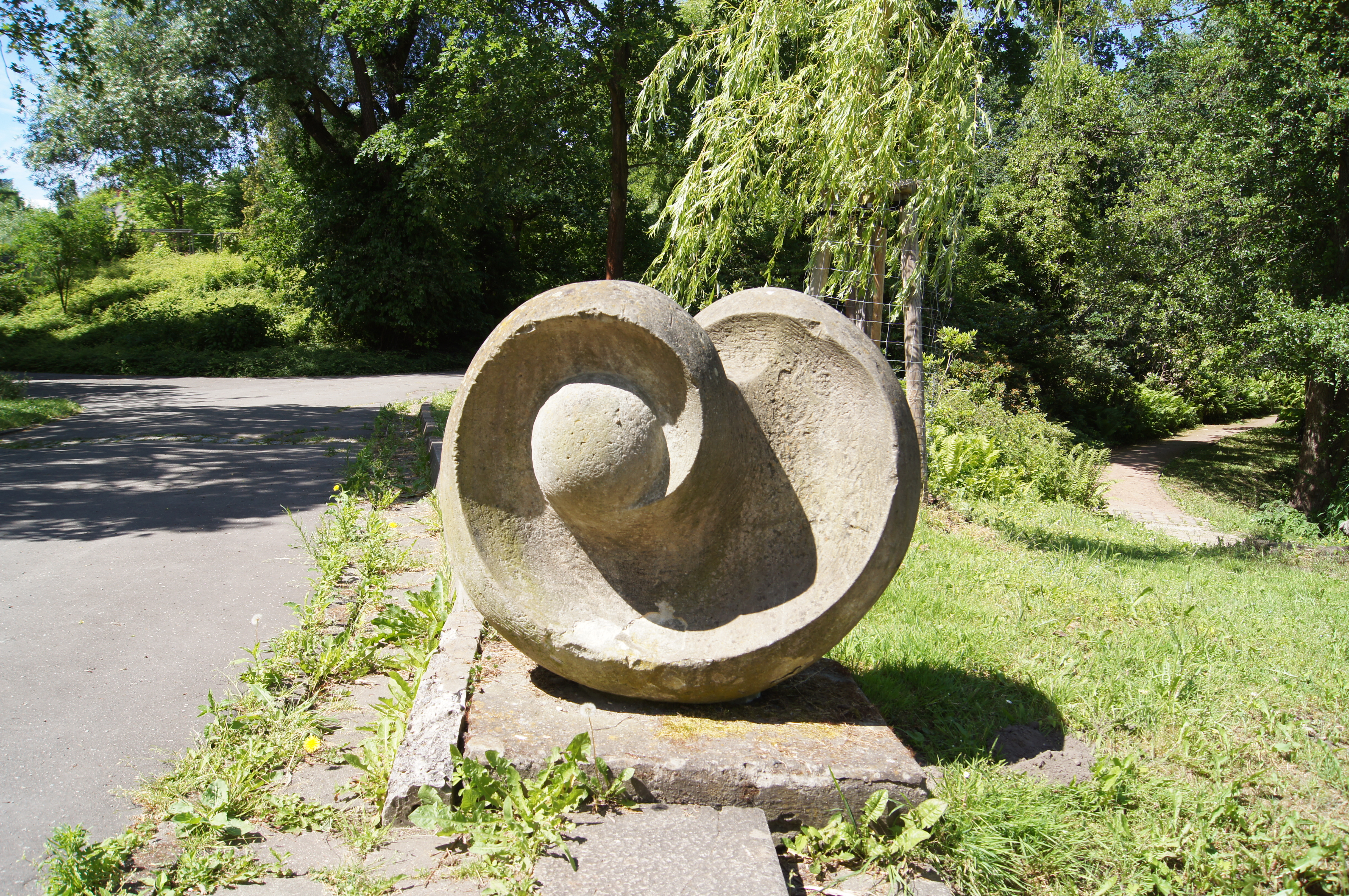
„Vegetative Formen III“ von Jürgen von Woyski
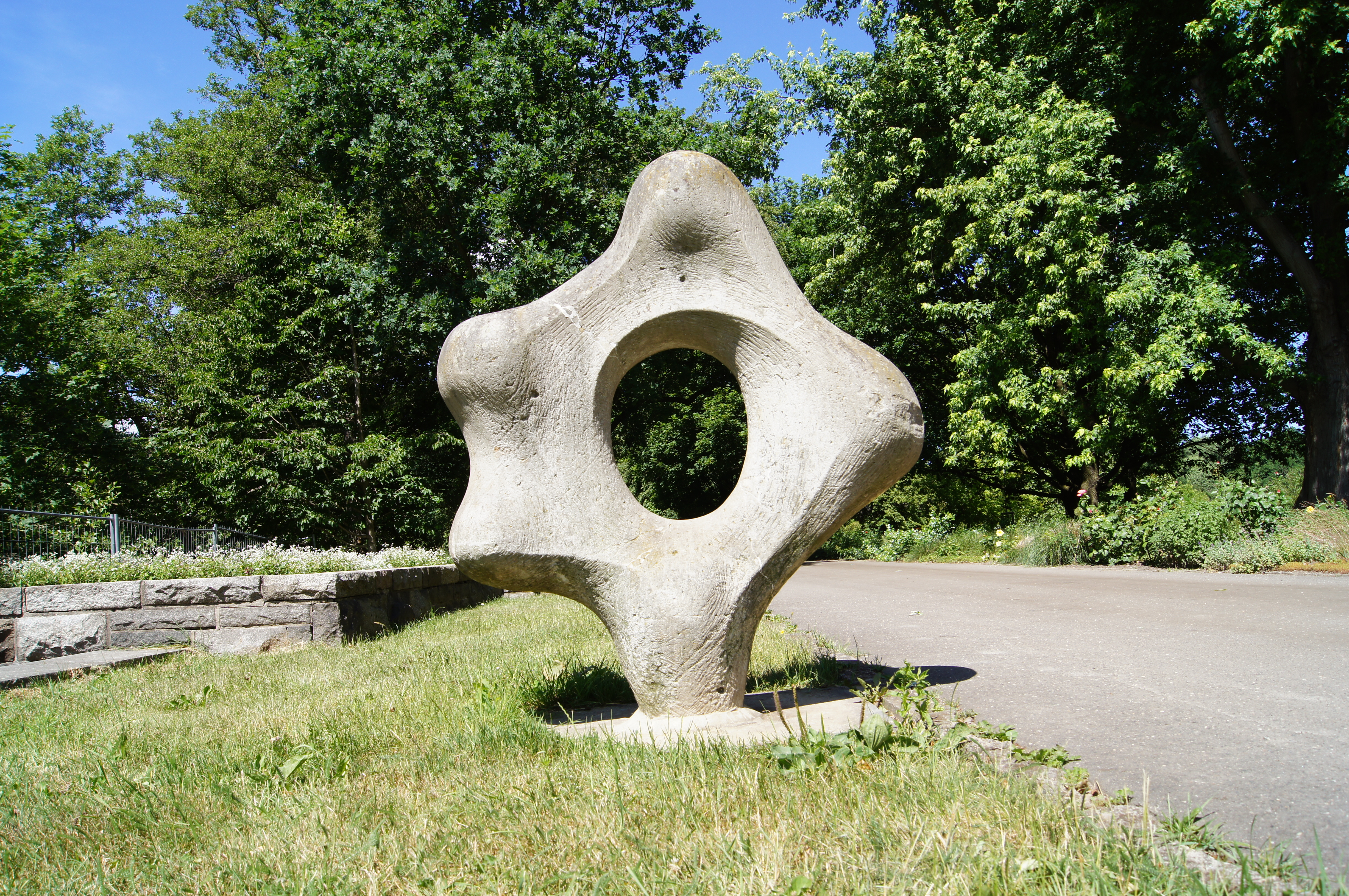
„Vegetative Formen IV“ von Jürgen von Woyski